# Камбамбе
Кабамбе (порт. Cambambe) — муніципалітет у провінції Куанса Норте в Анголі.  У місті розташована гребля гідроелектростанції на річці Куанза. У Камамбе також знаходяться руїни португальського поселення XVII століття та фортеця Камбамбе .

## Історія
Португальська колонізація в регіоні розпочалася в 1604 р. Її центром спочатку була розташована в поселені Камбамбе-Велью («Старе Камбамбе»).

## Галерея

Ворота фортеціВорота фортеці